# Rokurokubi
Rokurokubi (jap. ろ く ろ 首, 轆轤 首) je vrsta japanskih ''yōkai'' (ukazanja). Oni izgledaju vrlo slično ljudima, s jednom velikom razlikom, a odnosi se na vrat. Postoje dvije vrste rokurokubija: jedan čiji se vratovi protežu i jedan čija se glava odvaja i leti slobodno (nukekubi). Rokurokubi se pojavljuju u klasičnom kaidanu (duhovnim pričama) i u yōkai djelima. [1] Predloženo je, međutim, da je ideja rokurokubi mogla biti stvorena isključivo u zabavne svrhe, a ne podrijetlom iz bilo kojeg narodnog uvjerenja ili legendi. [2]

## Etimologija
Riječ rokurokubi može se izvesti iz riječi rokuro koja se odnosi na lončarski kotač [3] remen za vodenu bušotinu (jer je izdužen). [4] [5] Ili krovna ručka (koja također rastezuje). [3] [4] [6]

## Vrste

### Nukekubi
Nukekubi su rokurokubi čije se glave otvaraju i plutaju. To su bili prvi rokurokubi, dok je druga vrsta doživjela izmjenu. [8] Nukekubi ponekad izvodi loša djela poput napada noću i pijenja krvi žrtava. Teoretizirano je da nukekubi ima slabost kad spava i glava pluta: ako se tijelo pomiče, glava se ne može ponovno sjediniti s tijelom. [9] Klasična literatura o rokurokubu opisuje priče ljudi koji svjedoče i susreću se s lebdećim glavama noću. [9]
Ponekad se djelovanje glave koja se odvaja od tijela vidi kao duša koja luta daleko od tijela. E. Somnambulizam. Na primjer, u Sorori Monogatari (曾 呂利 物語, 1663. g.), U poglavlju, Divlje misli žene koja luta oko sebe (Onna no Mōnen Mayoiaruku Koto) opisuje glavu koja se odvaja od tijela tumačenog Duša žene koja luta dok spava. U istoj knjizi čovjek je vidio nukekubi koji se promijenio u pilić i žensku glavu pa je uzeo svoj mač i otjerao glavu. Glava je pobjegla u kuću, a ljudi su rekli da su čuli glas koji govori: "Imala sam zastrašujući san, bio me proganjao čovjek s mačem, pobjegao sam sve do kuće i onda sam se probudio."[7]
Slična se priča pojavljuje u Shokoku Hyaku Monogatari (諸国 百 物語, 1677. godine), koji je od Sorori Monogatarija nadahnuo mnoge inspiracije. U O Rokurokubu u pokrajini Echizen (Echizen no Kofuchuu Rokurokubi no Koto), postoji priča o čovjeku koji proganja kauču (koji je bio ženska duša odvojena od svog tijela) sve do kuće. Rečeno je da je žena bila posramljena zbog zločina koje je počinila, pa je zbog toga napustila muža, obrijala kosu i počinila samoubojstvo.
Hokusō Sadan (北 窻 瑣談, 1910. g.) esej je iz Edo razdoblja Tachibana Nankei (橘 春暉). I ovdje je tumačena kao bolest koja rezultira odvojivom dušom. Priča se događa: u prvoj godini Kanseija, u pokrajini Echigo (sada Fukui prefektura), bila je kućna sluškinja čija je glava otkotrljala jastuk dok je spavala, odvojena od tijela. Kasnije u priči, objašnjeno je da nije zapravo glava, već duša koja čini glavu. [10]
U Kokon Hyaku Monogatari Hyōban (knjiga o pričama o duhovima koja objašnjava Yōkajeve priče Yamaoke Genrin, nalazi se poglavlje pod nazivom Kako je Priest Zetsugan vidio Rokurokubi u Higo-u (絶 岸 和 和 和 和 和 和 後 後 て 轆轤 首 首 を を 見 見给 ふ 事, Zetsugan Oshō Higo nite Rokurokubi wo Mitamou Koto). U provinciji Higo (sada prefektura Kumamoto), šef vlasnice domaćina napušta joj tijelo i pluta u zraku. Sutradan se vratio na normalu, ali oko vrata joj je bilo crte. Autor se uputio na primjere iz kineskih knjiga, a zatim je komentirao: "Budući da su takve stvari često vidljive u jugoistočnoj Aziji, a ne samo ograničene na stvaranje neba i zemlje, teško ih je shvatiti običnim zajedničkim Osjećaj kao što je ideja da hobotnice nemaju oči, a kako su te stvari nečuvene u glavnom gradu, sve je čudno u dalekim zemljama. "[11] U istoj knjizi postoji priča koja govori o ženi u Sela Tawa, Nagao, Okrug Okinawa, prefektura Kagawa (sada Sanuki) koja je rokurokubi i ima prstenastu modricu oko vrata. [5]
U Churyō Manroku (中 陵 漫 録) je priča koja opisuje "Rokurokubi Village" u udubinama brda Yoshino gdje su svi stanovnici, čak i djeca, nosili šalove oko vrata kako bi pokrili liniju oko vrata.
U Kasshi Yawi (甲子 夜話, oko 1821. godine) Matsure Seizan je priča koja govori o ženi u provinciji Hitachi koja ima terminalnu bolest. Trgovac je rekao svom mužu da će jetra bijelog psa izliječiti. Muž ubija kućnog psa i daje ženi psa jetre kao lijek. Žena je izliječena, ali njezina sljedeća rođena kći je rokurokobi. Kad se roukorkobijeva glava odvojila i letjela u zraku, pojavio se bijeli pas, grizli glavu i ubili rokurokobi. [13]
Iako su rokurokubi i nukekubi obično žene, u Shousai Hikki (蕉 斎 筆記), edo razdoblje priča, postoji nukekubi koji je muški. Svećenik spava u svom hramu kad se glava pojavila i približila mu prsima. Uhvatio ju je i bacio je, a on je otišao. Ujutro, sluga traži odlazak, a kada se pita zašto sluzilac pita: "Sinoć je dolazila glava?" Svećenik je odgovorio da, sluge zatim objasnio: "Imam nukekubi bolest, i bojim se da će me previše ometati moj posao od sada." Sluga je otišao u svoj dom u provinciji Shimōsa gdje se smatra da je ta "bolest" uobičajena. [14]
U eseju Mimibukuro o Negishi Shizumori, žena koja je glasovala da je rokurokubi oženjen, ali uspijeva dobro živjeti jer glasina nije bila ništa više od glasine. Nije zapravo bila rokurokubi pa je postigla sretan završetak, što je neobično za priče o rokurokubiju jer loša sreća gotovo uvijek rezultira otkrivanjem istinskog identiteta rokurokuba. [9]
U Edo razdoblju enciklopedije, Wakan Sansai Zue Rokuokubi poput stvorenja iz kineske lore su opisani. Oni su napisani kao 飛 頭 蛮 što znači letačke barbare glave. Koriste svoje uši poput krila i jedu insekte. Vjeruje se da su oni iz Kine i Japana bili stranci. [15] Stranac nukekubi također se pojavljuje u Rokurokubiju od Lafcadio Hearn. U svojoj priči, duhovi se masquerade kao obitelj od woodcutters iz grada koji ubijaju i jedu putnike.

### Rokurokubi čiji se vratovi šire
Počevši od vremena Eda, priče su pisane o ljudskim vratovima koje se protežu kad su usnuli. Primjeri ovih priča su Buja Zokuda, Kanden Kōhitsu i Yasō Kidan (夜 窓 鬼 談).
Smatra se da je ideja proširenog vrata potekla od ljudi pogrešno interpretiranih vizualnih prikaza nukekubija, ranijih vrsta rokurokuba. Postojala je ideja da nukekubi imao žicu povezujući glavu s tijelom, a kada je ovaj niz bio prikazan u vizualnim prikazima, ljudi su pogrešno opisali ovaj niz kao izduženi vrat.
U Kasshi Yawa (甲子 夜話) postoji priča o ženskom slugu s blijedim licem za kojeg se sumnja da je rokurokubi. Jedne noći, njezin gospodar provjerava je dok spava i vidi nešto poput pare koja se postepeno uzdiže iz prsa. Parka postaje gusta i zamagljuje glavu, a odjednom se čini da joj je vrat ustao i pružio se. Možda zbog iznenađenja da vidi svog učitelja, djevojka se trga, okreće i vrat vratio u normalu. Ovaj sluga imao je blijedo lice, ali inače je izgledao sasvim normalno, ali unatoč tome, bila je otpuštena i zapravo je imala poteškoća u borbi u bilo kojem poslu, uvijek pucajući ubrzo nakon što je bila zaposlena. Da bi duša napustila tijelo i stvorila oblik vrata, kao što se vidi u ovoj priči i prethodno spomenutom Hokusu Sadanu, ponekad se interponira kao "ektoplazma" u parapsihologiji. [19]
U kasnom razdoblju Eda yomihon (ilustrirani roman), Rekkoku Kaidan Kikigaki Zōshi (列国 怪 聞 聞 書 帖) autor Jippensha Ikku autor sugerira da izduženi vratovi rokurokubi potječu iz duhovnog načela karme. U Ikkuovom djelu, Kaishin, redovnik iz Enshū i žena zvane Oyotsu, skloni su zajedno. Međutim, kada je Oyatsu srušio iz bolesti, ponestalo je novca, pa ju je ubio. Kad se Kaishin na kraju vratio u sekularni život, spavao je s djevojkom koju je upoznao u gostionici. Kad spavaju zajedno, djevojčino vrat se protezao, a lice joj postaje Oyotsu, koji mu je tada rekao o njezinom zamjerku. Kaishin se osjećao žalosnim zbog svojih postupaka i nastavio je sve oduzeti Oyatsuovom ocu. Otac djevojke tada je rekao Kaishinu da je i prije ubili ženu. Ukrao joj je novac i s njim je otvorio svratište. Ubrzo je rođen kćer koji je zbog karme postao rokurokubi. Kaishin se ponovno uključio u svećeništvo. Izgradio je grob za Oyotsu, koji je rekao da je Rokurokubi no Tsuka (Rokurokubi Mound), koji je pripovijedao priču budućim generacijama. [17]
U nekim pričama rokurokubi nisu yōkai, nego ljudi koji imaju nevolju koja utječe na tijelo. Na primjer, autor Edo razdoblja, Ban Kōkei, u svom djelu "Kanden Kōhitsu", ispričao je priču o gejšu u bordelu Yoshiwara čiji bi vrat produljio u snu kada joj se "srce postalo labavo". Istaknula je da joj se vrat pružao zbog "srca postaje labav" [20]

## Usmena predaja
Rokurokobi se također pojavljuju u usmenoj tradiciji japanskih mitova. Na primjer, postoji mit o staroj autocesti između sela Ive i Akechija u Gifu Prefecture gdje se kaže da je zmija oblikovana u rokurokubi. [21] Drugi je primjer mit o usmenoj tradiciji Koikubo područja Iida, Prefektura Nagano gdje se kaže da se rokurokubi pojavio u nečijem domu. [22]
U razdoblju Bunka postala je popularna priča kaidan, gdje se nalazila prostitutka čiji se vrat glatko proteže i lizati uljem papirnatih svjetiljki dok je spavala s gostima, pokazujući kako se rokurokubima govori o stvarima koje bi se žene pretvorile u Bolest s kojom bi imali poteškoća. U ovom razdoblju, rokurokubi su također bili popularni u nakazanim emisijama. [5] Shohō Kenbunroku (諸方 见聞 録) bilježi nastup u 1810. (Bunka 7) u Edu, sada u Tokiju gdje se pojavio muški rokurokubi s izduženim vratom. [13]
Priče o rokurokubiju pojavile su se čak u ranom Meiji razdoblju. Bila je priča o tome kako se svake večeri prodavač i njegova supruga iz grada Shibaya, Ibaraki, Osaka Prefecture koji svjedoče o vratu njihove kćeri. Unatoč njihovim molitvama u Shinto i budizmu, njihova se kći nije popravila, a na kraju je cijeli grad doživio to. Par nije mogao podnijeti više, pa su otišli, ostavljajući tragove o tome kamo su otišli. [23]

## Magične priredbe
Rokurokubi is also a kind of Japanese magic show tricks using curtains and life sized dolls without heads. It's reported that a doll without a head wearing a kimono in seiza is put in front of the curtain. There's a rope behind the curtain and a female performer connected to it who shows only her face. As she stands and squats, the fake neck would stretches and contracts, as if it were a rokurokubi.
Explanations and pictures about what's behind this trick were written in magazines of the Meiji period (1800s), giving a date for how early these shows first appeared. This was a time period when mystery phenomena were vigorously exposed by the scientifically minded, so for magic tricks to be revealed is fitting with the zeitgeist.
In the Taishō period, there were businesses arranging rokurokubi to appear in show tents in festivals and fairs at temples and shrines, and they were quite popular.

## Slične priče iz drugih naroda
Navodi se da vrsta rokurokuba čiji se vrat odvoji od ostatka tijela potječe od priča o kineskom yōkai, hitōban (飛 頭 蛮) yōkai čija se glava odvaja od tijela i lebdi oko. [5] Poput rokurokobi, hitoban ima liniju oko vrata. [5] Kineske priče također govore o yōkiu koji se zove rakutō (glava uma) čija glava dolazi i lebdi dok torzo ostaje na miru na futonu. Postoji priča da je u razdoblju Tri kraljevstva, generalni istočni Wu, Zhu Huan zaposlio ženski sluga koji je bio rakutō. Kaže se da je koristila uši poput krila. Još jedna pripovijest odnosi se da je u Qinovom razdoblju bilo klan s juga nazvan rakutōmin (落 頭 民) koji je mogao letjeti samo u glavi. [25]
Postoje legende stvorenja, uključujući Palasik, Kuyang i Leak iz Indonezije, Penanggalan u Maleziji i Krasue na Tajlandu. Glave tih stvorenja bi se odvojile od tijela i plutale oko s unutrašnjim prstenom. [5]
Chonchon je mitsko stvorenje Južne Amerike koja ima oblik ljudske glave koja leti u zraku, sisavši život od ljudi.
Manananggal je stvorenje mitologije u Filipinima. Ovo žensko čudovište je malo drugačije, jer cijelo tijelo od struka se odvoji i raste divovski krilati poput šišmiša.
Yōkai istraživač, Tada Katsumi navodi da su ove priče stigle u Japan u Muromachi do Azuchi-Momoyama razdoblja, kada je još trgovina s južne Kine i jugoistočne Azije. U razdoblju Eda, kada je Japan usvojio izolacionističku politiku izvorni japanski yōki, rokurokubi su se razvili. [5]